# Nossa Senhora de Nazaré (Piauí)
Cet article concerne la municipalité brésilienne. Pour le culte marial, voir Nossa Senhora de Nazaré.
Nossa Senhora de Nazaré est une municipalité brésilienne située dans l'État du Piauí.